# 西松山町 (豊橋市)
西松山町（にしまつやまちょう）は、愛知県豊橋市の地名。

## 地理
豊橋市中央部に位置する。東は中松山町・中柴町、西は花中町、南は南松山町、北は東小田原町・西小田原町に接する。

## 歴史

### 人口の変遷
国勢調査による人口および世帯数の推移。
| 1995年（平成7年）  | 132世帯 349人 |  |
| 2000年（平成12年） | 135世帯 316人 |  |
| 2005年（平成17年） | 148世帯 315人 |  |
| 2010年（平成22年） | 143世帯 304人 |  |
| 2015年（平成27年） | 152世帯 300人 |  |
| 2020年（令和2年）  | 144世帯 297人 |  |

### 沿革
- 1958年（昭和33年） - 豊橋市花田町・西小田原町・中柴町・松坂町の各一部により、同市西松山町が成立[2]。

## 交通
- JR東海道本線[1]
- 豊橋鉄道渥美線[1]

## 施設
- 豊橋市立松山小学校[1]
- 豊橋たばこ耕作組合[1]
- 愛知県葉たばこセンター[1]
- 豊橋地方労働組合協議会豊橋労働会館[1]
- 松山公園[1]
- 松山神社[1]

### WEB
1. ↑  “愛知県豊橋市の町丁・字一覧”.   人口統計ラボ. 2023年4月13日閲覧。
2. 1 2  総務省統計局 (2022年2月10日). “令和2年国勢調査の調査結果(e-Stat) - 男女別人口，外国人人口及び世帯数－町丁・字等” (CSV). 2023年8月2日閲覧。
3. ↑  “愛知県豊橋市の郵便番号一覧”.   日本郵便. 2023年4月13日閲覧。
4. ↑  “市外局番の一覧” (PDF).   総務省 (2022年3月1日). 2022年3月22日閲覧。
5. ↑  総務省統計局 (2014年3月28日). “平成7年国勢調査の調査結果(e-Stat) - 男女別人口及び世帯数 －町丁・字等” (CSV). 2021年7月20日閲覧。
6. ↑  総務省統計局 (2014年5月30日). “平成12年国勢調査の調査結果(e-Stat) - 男女別人口及び世帯数 －町丁・字等” (CSV). 2021年7月20日閲覧。
7. ↑  総務省統計局 (2014年6月27日). “平成17年国勢調査の調査結果(e-Stat) - 男女別人口及び世帯数 －町丁・字等” (CSV). 2021年7月21日閲覧。
8. ↑  総務省統計局 (2012年1月20日). “平成22年国勢調査の調査結果(e-Stat) - 男女別人口及び世帯数 －町丁・字等” (CSV). 2021年7月21日閲覧。
9. ↑  総務省統計局 (2017年1月27日). “平成27年国勢調査の調査結果(e-Stat) - 男女別人口及び世帯数 －町丁・字等” (CSV). 2021年7月21日閲覧。

### 書籍
1. 1 2 3 4 5 6 7 8 9 10  「角川日本地名大辞典」編纂委員会 1989, p. 1792.
2. ↑  「角川日本地名大辞典」編纂委員会 1989, p. 1020.